# 한스 폰 스파코프스키

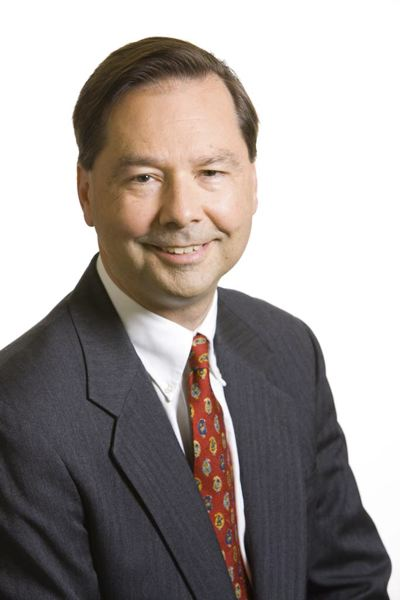
한스 폰 스파코프스키

한스 폰 스파코프스키(Hans von Spakovsky)는 미국의 변호사이자 전 연방 선거 관리 위원회(Federal Election Commission, FEC) 위원이다. 한층 더 제한적인 선거법에 대한 옹호자이다. 그는 만연한 부정 선거에 관한 증거가 없었는 데도, 공화당 내 부정 선거에 대한 우려 성향을 만들어내는 데 있어, 영향력있는 인물이었다고 묘사된다. 부정 선거가 만연하다고 주장하는 그의 활동은 신용되지 못하고 있다.
2005년 12월 15일에 조지 W. 부시 대통령에게 연방 선거 관리 위원회 위원 후보에 선정되어, 2006년 1월 4일에 휴회 중 임명을 통해 임명되었다. 하지만 본 스파코브스키의 지명은 선거법에 대한 그의 간과가 받아들일 수 없을 정도로 당파적이고, 가난한 자들과 소수자들의 권리를 박탈하게끔 지속적으로 행동한 자라 주장한 민주당 소속 상원의원들의 반대에 놓였다. 그의 지명 반대는 폰 스파코프스키가 명목상 그의 비당파적인 공직을 전례 없는 수준으로 정치화했다고 비판한, 미 법무부 직원을 통해 한층 강해졌다. 본 스파코브스키와 부시 행정부는 당파성에 대한 의혹을 부인하는 한편, 그의 지명은 2008년 5월 15일에 철회되었다. 본 스파코브스키는 그후에 정치적으로 보수성향의 씽크 탱크인 헤리티지 재단의 고문에 들어갔다. 2017년 6월 29일에, 도널드 J. 트럼프 대통령은 대통령 청렴 선거 자문 위원회 (en: Presidential Advisory Commission on Election Integrity의 구성원으로 본 스타코브스키를 지명했다.